# USS Miami (CL-89)
USS Miami (CL-89) là một tàu tuần dương hạng nhẹ thuộc lớp Cleveland của Hải quân Hoa Kỳ được hoàn tất trong Chiến tranh Thế giới thứ hai. Nó là chiếc tàu chiến thứ hai của Hải quân Mỹ được đặt cái tên này, theo tên thành phố Miami thuộc tiểu bang Florida. Nó đã phục vụ thuần túy tại Mặt trận Thái Bình Dương từ khi nhập biên chế cho đến khi chiến tranh kết thúc. Giống như hầu hết các tàu chị em cùng lớp, nó xuất biên chế không lâu sau đó, được đưa về lực lượng dự bị và không bao giờ phục vụ trở lại. Con tàu bị tháo dỡ vào năm 1962. Miami được tặng tưởng sáu Ngôi sao chiến trận cho thành tích hoạt động trong Thế Chiến II.

## Thiết kế và chế tạo

### Thiết kế
Lớp Cleveland được thiết kế nhằm mục đích gia tăng tầm xa hoạt động, tăng cường hỏa lực phòng không và sự bảo vệ chống ngư lôi so với các tàu tuần dương Hoa Kỳ trước đây. Cho dù kém hơn ba nòng pháo 6-inch so với những chiếc lớp Brooklyn dẫn trước, hệ thống kiểm soát hỏa lực mới và tiên tiến hơn giúp cho lớp Cleveland có được ưu thế về hỏa lực trong chiến đấu thực tế. Tuy nhiên việc tăng cường thêm dàn hỏa lực phòng không hạng nhẹ cho đến cuối Thế Chiến II khiến các con tàu bị nặng đầu đáng kể.

### Chế tạo
Miami được đặt lườn vào ngày 2 tháng 8 năm 1941 tại xưởng tàu của hãng Cramp Shipbuilding Co. tại Philadelphia, Pennsylvania. Nó được hạ thủy vào ngày 8 tháng 12 năm 1942, được đỡ đầu bởi bà Marry J. Reeder, phu nhân ngài Clifford H. Reeder thị trưởng thành phố Miami, và được cho nhập biên chế tại Xưởng hải quân Norfolk vào ngày 28 tháng 12 năm 1943 dưới quyền chỉ huy của hạm trưởng, Đại tá Hải quân John G. Crawford.

## Lịch sử hoạt động

### Chiến dịch quần đảo Mariana – 1944
Sau các đợt chạy thử máy tại vùng biển Caribbe và huấn luyện dọc theo bờ Đông Đại Tây Dương, chiếc tàu tuần dương hạng nhẹ mới khởi hành từ Boston vào ngày 16 tháng 4 năm 1944, có sự tháp tùng của các con tàu chị em cùng lớp Vincennes và Houston, để đi sang Thái Bình Dương. Chúng đi ngang qua kênh đào Panama và San Diego, đến Trân Châu Cảng vào ngày 6 tháng 5. Miami tham gia cùng lực lượng đặc nhiệm tàu sân bay nhanh vào tháng 6 cho các cuộc không kích xuống Saipan, Tinian, Rota, Guam, Pagan và quần đảo Bonin nhằm hỗ trợ cho Chiến dịch quần đảo Mariana.
Trong tháng 7, Miami hoạt động về phía Tây quần đảo Mariana cùng các tàu sân bay khi chúng hỗ trợ gần cho các lực lượng trên bộ chiếm các hòn đảo. Vào đầu tháng 8, nó hỗ trợ cho các cuộc tấn công Iwo Jima và Haha Jima thuộc quần đảo Bonin trước khi di chuyển đến Eniwetok để bảo trì. Các tàu sân bay trong nhóm của nó đã tấn công Peleliu và Angaur thuộc quần đảo Palau vào ngày 7 tháng 9, rồi ném bom các mục tiêu tại Philippines từ ngày 12 đến ngày 15 tháng 9. Trong các đợt tấn công này, máy bay trinh sát của nó đã bốn lần giúp vào việc giải cứu phi công Mỹ bị bắn rơi trong vùng biển đối phương. Chiếc tàu tuần dương tiếp tục hỗ trợ các cuộc tấn công tại Palau và Philippines cho đến khhi quay trở về Saipan vào ngày 29 tháng 9 để tiếp liệu.
Miami khởi hành từ Ulithi cho các cuộc tấn công lên Okinawa vào các ngày 10-14 tháng 10. Trong khi đội đặc nhiệm của nó chịu đựng các cuộc không kích trong đêm 12/13 tháng 10, các xạ thủ của Miami đã bắn rơi chiếc máy bay đối phương đầu tiên và trợ giúp vào việc bắn rơi một chiếc khác. Máy bay từ các tàu sân bay đã tấn công các mục tiêu trên đảo Luzon trong ngày 18 tháng 10.

### Trận chiến vịnh Leyte - 1944
Nhịp điệu của cuộc chiến tranh tại Thái Bình Dương ngày càng tăng nhanh. Vào ngày 20 tháng 10, Đệ Thất hạm đội cho đổ bộ lực lượng Lục quân của Đại tướng Douglas MacArthur lên đảo Leyte nhằm hoàn thành lời hứa của ông đối với Philippine: "Tôi sẽ trở lại". Nhận thức được tầm quan trọng chiến lược có tính quyết định của quần đảo Philippine, Nhật Bản tung ra mọi lực lượng sẵn có cho một cuộc tổng phản công nhằm đẩy lùi cuộc đổ bộ. Lực lượng hải quân vẫn còn rất mạnh mẽ của họ hội tụ vào vịnh Leyte từ ba hướng khác nhau: một lực lượng phía Bắc di chuyển phía trên Luzon để thu hút chủ lực của Đệ Tam hạm đội về phía Bắc ra khỏi chiến trường chính, một lực lượng trung tâm thoát ra từ eo biển San Bernandino rồi cặp theo bờ biển đảo Samar hướng về phía Leyte, và một lực lượng phía Nam thoát ra theo ngã eo biển Surigao để vây và tiêu diệt lực lượng đổ bộ trong vịnh. Các hoạt động tiếp theo mà Hải quân Hoa Kỳ tiến hành trong chiến dịch này được các sử gia gọi chung thành Trận chiến vịnh Leyte.
Hoạt động cùng với đội đặc nhiệm dưới quyền Chuẩn đô đốc Gerald F. Bogan, Miami bảo vệ cho các tàu sân bay Intrepid, Hancock, Bunker Hill, Cabot và Independence trong trận hải chiến vĩ đại này. Máy bay từ các tàu sân bay đã phát hiện và tung ra đòn không kích mạnh mẽ nhắm vào lực lượng trung tâm Nhật Bản tại biển Sibuyan trong ngày 24 tháng 10, đánh chìm thiết giáp hạm Musashi và làm hư hại nặng tàu tuần dương Myōkō đến mức nó phải rút lui khỏi trận chiến. Toàn bộ lực lượng trung tâm phải quay đầu để tổ chức lại đội hình, nhưng cũng đủ khiến Đô đốc William F. Halsey, Jr., Tư lệnh Đệ Tam hạm đội, tin rằng chúng phải rút lui do thiệt hại nặng.
Khi được tin về việc Lực lượng phía Bắc của Nhật Bản xuất hiện ngoài khơi Luzon xế chiều ngày hôm đó, Đô đốc Halsey ra lệnh cho các tàu sân bay di chuyển hết tốc độ lên phía Bắc để tấn công. Miami tháp tùng lực lượng này khi chúng đánh chìm bốn tàu sân bay đối phương cùng nhiều tàu hộ tống. Khi Halsey biết được tin tức lực lượng trung tâm đối phương đã quay mũi một lần nữa và băng qua eo biển San Bernandino, đe dọa các tàu bè thuộc lực lượng đổ bộ ngoài khơi các bãi đổ bộ ở Leyte, ông ra lệnh cho đội đặc nhiệm của Bogan tiến về phía Nam để giải cứu. Tuy nhiên, lực lượng trung tâm hùng mạnh của Nhật Bản đã bị ngăn chặn và đẩy lùi bởi một nhóm nhỏ tàu chiến Hoa Kỳ: ba tàu khu trục, bốn tàu khu trục hộ tống và sáu tàu sân bay hộ tống. Dù sau, Miami và các tàu cùng đi cũng bắt kịp tàu khu trục Nhật Nowaki ngay lối ra vào eo San Bernandino, đánh chìm nó bằng hỏa lực phối hợp của các tàu tuần dương và tàu khu trục.

### Các chiến dịch tiếp theo - 1944-1945
Sau khi tham gia các cuộc tấn công bằng tàu sân bay xuống Philippine trong tháng 11, Miami gặp phải một cơn bão trong khi rút lui về phía Đông Luzon vào ngày 18 tháng 12. Sáng hôm đó, một thủy phi cơ của con tàu bị sóng quét xuống biển, và đến xế trưa lườn tàu bị hư hại do uốn cong. Khi cơn bão dịu đi vào ngày hôm sau, chiếc tàu tuần dương tham gia tìm kiếm những người sống sót của những con tàu bị hư hỏng hoặc chìm.
Đến tháng 1 năm 1945, Miami tham gia các cuộc tấn công bằng tàu sân bay xuống Đài Loan, Luzon, Đông Dương, dọc theo bờ biển Nam Trung Quốc, đảo Hải Nam và Hong Kong. Nó băng qua eo biển Balintang tại Luzon vào ngày 20 tháng 1 năm 1945; và trong khi tham gia một đợt không kích xuống Đài Loan vào ngày hôm sau, nó phát hiện một máy bay Mitsubishi A6M Zero của đối phương bên trên đội hình và đã bắn rơi. Vào ngày 1 tháng 2, lực lượng đặc nhiệm tiến sát đến chính quốc Nhật Bản cho một đợt không kích xuống các mục tiêu tại khu vực Tokyo. Vào giữa tháng 3, Miami bắt đầu hoạt động về phía Đông Okinawa, và tiếp tục hiện diện tại đây đánh trả nhiều đợt không kích của đối phương cho đến tận cuối tháng 4, khi nó lên đường quay về Hoa Kỳ để đại tu.
Rời Ulithi vào ngày 10 tháng 5 năm 1945, Miami ghé qua Trân Châu Cảng vào ngày 17 tháng 5 trước khi đi đến San Francisco vào ngày 24 tháng 5, nơi nó ở lại cho đến khi cuộc xung đột kết thúc. Chiếc tàu tuần dương quay trở lại Trân Châu Cảng vào ngày 25 tháng 8; rồi trong tháng 9 và tháng 10, nó hoạt động tại khu vực quần đảo Ryūkyū tiếp nhận sự đầu hàng của các đảo nhỏ về phía Bắc Okinawa. Sau một chuyến viếng thăm ngắn Yokosuka, Nhật Bản, nó lên đường hướng đến quần đảo Caroline, đi đến Truk vào ngày 11 tháng 11, tiến hành một cuộc khảo sát những thiệt hại do ném bom xuống căn cứ hải quân nổi tiếng tại đây.

### Sau chiến tranh – 1945-1947
Được lệnh quay trở về nhà vào ngày 25 tháng 11, Miami về đến Long Beach vào ngày 10 tháng 12. Nó hoạt động ngoài khơi bờ biển California trong nhiệm vụ huấn luyện hải quân dự bị cho đến khi được cho xuất biên chế vào ngày 30 tháng 6 năm 1947, và được đưa về Hạm đội Dự bị Thái Bình Dương. Tên của nó được rút khỏi danh sách Đăng bạ Hải quân vào ngày 1 tháng 9 năm 1961 và nó được bán cho hãng Nicholai Joffe Corp. tại Beverly Hills, California vào ngày 26 tháng 7 năm 1962 để tháo dỡ.

## Phần thưởng
Miami được tặng tưởng sáu Ngôi sao chiến trận cho thành tích hoạt động trong Thế Chiến II.
|  |                           |             |
|  | Silver star · Bronze star |             |
|  |                           | Bronze star |

| Dãi băng Hoạt động Tác chiến            |                                                                         |                                                             |
| Huân chương Chiến dịch Hoa Kỳ           | Huân chương Chiến dịch Châu Á-Thái Bình Dương với 6 Ngôi sao Chiến trận | Huân chương Chiến thắng Thế Chiến II                        |
| Huân chương Phục vụ Chiếm đóng Hải quân | Đơn vị Tuyên dương Tổng thống Philippine                                | Huân chương Giải phóng Philippine với 1 Ngôi sao Chiến trận |